# Розенталь (Новосибирская область)
Розенталь — деревня в Татарском районе Новосибирской области. Входит в Козловский сельсовет

## География
Площадь деревни — 133 гектара.

## История
В 1928 г. деревня Розенталь состояла из 91 хозяйства, основное население — эсты. Центр Розентальского сельсовета Татарского района Барабинского округа Сибирского края.

## Население
| 2002 | 2007 | 2010 |
| ---- | ---- | ---- |
| 136  | ↗139 | ↘137 |

## Инфраструктура
В деревне по данным на 2007 год функционируют 1 учреждение здравоохранения и 1 учреждение образования.